# August Bach

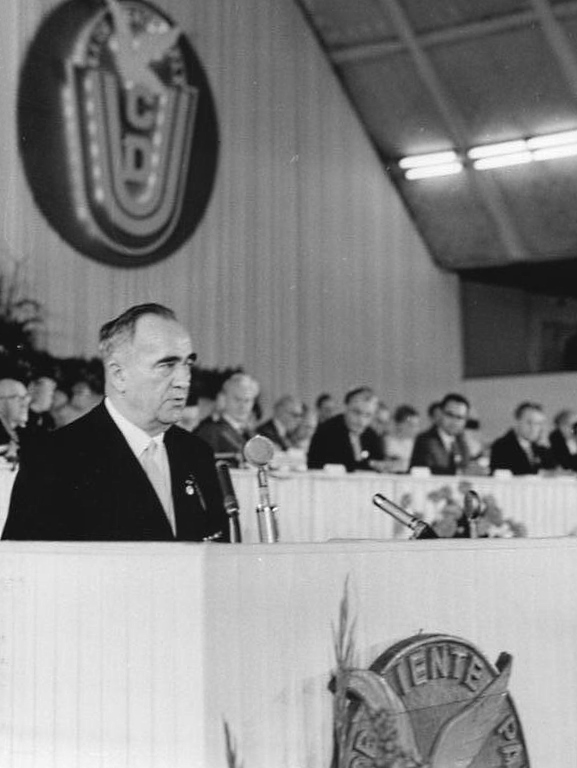
August Bach auf dem Parteitag der ostdeutschen CDU in Erfurt 1964

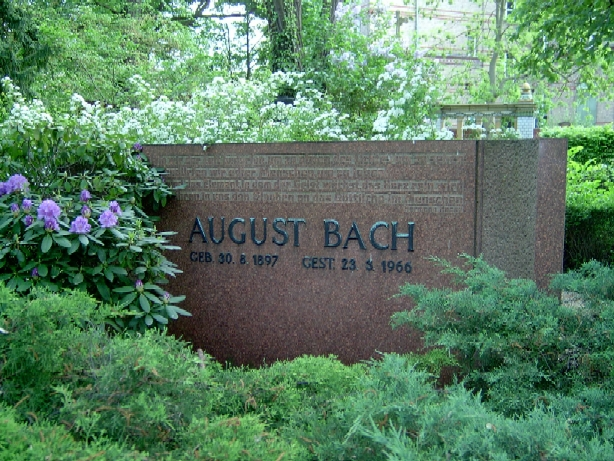
Grab von August Bach auf dem Dorotheenstädtischen Friedhof in Berlin

August Bach (* 30. August 1897 in Rheydt; † 23. März 1966 in Berlin) war ein deutscher Journalist und CDU-Politiker in der DDR.

## Leben
Bach, Sohn eines Provinzialbaurates, besuchte das Gymnasium. Von 1916 bis 1918 leistete er Militärdienst und geriet in französische Kriegsgefangenschaft. Von 1918 bis 1922 studierte er Germanistik und Geschichte an den Universitäten Bern, Frankfurt am Main und Berlin. 1922 fand er eine Anstellung in der Zentralstelle für Erforschung der Kriegsursachen in Berlin. Bach war zudem Verlagsleiter und von 1922 bis 1944 Mitherausgeber der Berliner Monatshefte und Anhänger der DDP. Von 1937 bis 1943 war er schließlich Inhaber des Quader-Verlags in Berlin, der 1944 jedoch ausgebombt wurde. Bach übersiedelte daraufhin nach Weimar.
Nach Ende des Zweiten Weltkrieges war er 1945 Mitbegründer der CDU in Thüringen sowie Mitglied des Landesvorstandes und seines geschäftsführenden Ausschusses. Von 1946 war er Verlagsleiter, ab 1949 bis 1958 Chefredakteur des Thüringer Tageblattes in Weimar. Ab 1947 war er Mitglied des provisorischen Landesvorstandes der Gesellschaft für Deutsch-Sowjetische Freundschaft (DSF) und ab 1949 stellvertretender Vorsitzender der DSF Thüringen, später auch Mitglied des Präsidiums der DSF. Von 1948 bis 1966 war er Präsident der Deutschen Schillerstiftung. Von Mai 1950 bis 1952 war er Mitglied des Thüringer Landtages und ab Juli 1950 dessen Zweiter Vizepräsident (Nachfolger von Walter Rücker).

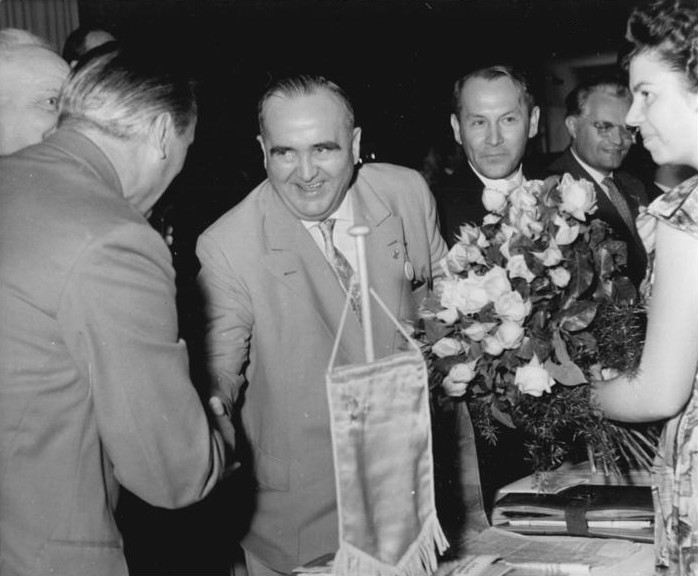
Wiederwahl Bachs zum Parteivorsitzenden 1960

Bach wurde im März 1948 Mitglied des 1. Volksrates der SBZ und bei Gründung der DDR im Oktober 1949 Mitglied der provisorischen Volkskammer bzw. der Volkskammer, von 1949 bis 1955 Vorsitzender der CDU-Fraktion ebenda. Vom 18. Juni 1950 bis 1952 war er Landesvorsitzender der CDU Thüringen.
Ab 1950 war er Mitglied des CDU-Hauptvorstandes, ab 1952 Mitglied des Politischen Ausschusses bzw. ab 1954 des Präsidiums des CDU-Hauptvorstandes. Von 1955 bis 1958 war August Bach Abgeordneter und Präsident der Länderkammer der DDR. Im November 1957 kooptierte ihn der Nationalrat der Nationalen Front des demokratischen Deutschland in das Präsidium des Nationalrats.
Nach dem Tod von Otto Nuschke wurde Bach am 18. März 1958 mit der Führung der Geschäfte des Parteivorsitzenden beauftragt und am 3. Oktober 1958 auf dem 9. Parteitag als neuer Parteivorsitzender bestätigt. Dieses Amt übte er dann bis zu seinem Tod 1966 aus. Von 1958 bis 1963 war er Stellvertreter des Präsidenten der Volkskammer und von 1963 bis 1966 Mitglied des Präsidiums der Volkskammer.

## Auszeichnungen
- Bach wurde mit dem Vaterländischen Verdienstorden (VVO), der Ehrenspange zum VVO (1956) sowie mit dem Orden Banner der Arbeit ausgezeichnet.
- Deutsche Friedensmedaille

## Schriften
- Aus Reden und Aufsätzen 1946–1966. Berlin 1977.